# Otto I. (Lebenau)
Otto I. († 8. März 1205) entstammte dem Seitenzweig der Grafen von Lebenau des Hauses Spanheim. Nach dem Tod seines Bruders Siegfried III. im Jahre 1191 folgte er diesem als Graf von Lebenau sowie als Vogt des Salzburger Domstifts und der Klöster St. Emmeram und Seeon.

## Leben und Wirken
Otto I. war der jüngste Sohn von Siegfried II. von Lebenau und Mathilde von Valley.
Als sein Vater um das Jahr 1163 verstarb, müssen Otto und sein Bruder Siegfried III. noch minderjährig gewesen sein. Erst 1174 traten beide als Grafen von Lebenau auf.
Gemeinsam mit seinem Bruder nimmt Otto 1186 am Treffen auf dem St. Georgsberg in Enns teil. Er tritt dort als Zeuge für die Georgenberger Handfeste Herzog Ottokars IV. auf, worin die Nachfolge für das Herzogtum Steiermark geregelt wurde.
Als sein Bruder 1189 am Dritten Kreuzzug teilnahm, übernahm er die Verwaltung der Grafschaft. Ein Jahr später verstarb Siegfried III. auf dem Kreuzzug kinderlos, worauf Otto dessen Besitztümer erbte und Graf von Lebenau wurde.
Im Laufe seiner Regentschaft dehnte Otto seinen Besitz rechts der Salzach aus und eignete sich die Hoheitsrechte der Burggrafen von Haunsberg an. Diese waren bereits seit 1190 in Ottos Diensten. Gottschalk II. von Haunsberg vermachte Otto frühzeitig die Besitzungen, da er erkannte, dass er wohl ohne männlichen Erben sterben würde.
Im Jahre 1200 gibt Otto I. eine Schenkung an das Salzburger Domkapitel, welche teilweise als Entschädigung für Übergriffe auf die Vogtei gedacht war.
Am 8. März 1205 verstarb Otto I., ihm folgte sein ältester Sohn Siegfried IV. als amtierender Graf.

## Nachkommen
Otto I. war in erster Ehe mit Eufemia von Dornberg verheiratet. Aus dieser Ehe entstammt folgendes Kind:
- Siegfried IV. († 17. Dezember 1210), Graf von Lebenau

In zweiter Ehe war er mit Sophie von Plain verheiratet. Aus dieser Ehe entstammen folgende Kinder:
- Bernhard I. († 17. April 1229), Graf von Lebenau
- N.N. Tochter, ⚭ Ulrich II. von Peggau († 1249), Graf von Pfannberg